# Alt Penedès
L'Alt Penedès (nome ufficiale in lingua catalana; in spagnolo Alto Penedés) è una delle 41 comarche della Catalogna, con una popolazione di 93.408 abitanti; suo capoluogo è Vilafranca del Penedès.
Amministrativamente fa parte della provincia di Barcellona, che comprende 11 comarche.

## Lista dei comuni dell'Alt Penedès
| città                        | superficie | popolazione | densità          |
| ---------------------------- | ---------- | ----------- | ---------------- |
| Avinyonet del Penedès        | 29,13 km²  | 1.529 ab.   | 52,49 ab./km²    |
| Castellet i la Gornal        | 47,50 km²  | 1.798 ab.   | 37,85 ab./km²    |
| Castellví de la Marca        | 28,40 km²  | 1.563 ab.   | 55,04 ab./km²    |
| El Pla del Penedès           | 9,57 km²   | 906 ab.     | 94,67 ab./km²    |
| Font-rubí                    | 37,17 km²  | 1.382 ab.   | 37,18 ab./km²    |
| Gelida                       | 26,71 km²  | 5.650 ab.   | 211,53 ab./km²   |
| La Granada                   | 6,52 km²   | 1.594 ab.   | 244,48 ab./km²   |
| Les Cabanyes                 | 1,15 km²   | 682 ab.     | 593,04 ab./km²   |
| Mediona                      | 47,55 km²  | 1.943 ab.   | 40,86 ab./km²    |
| Olesa de Bonesvalls          | 41,80 km²  | 1.383 ab.   | 33,09 ab./km²    |
| Olèrdola                     | 30,15 km²  | 2.864 ab.   | 94,99 ab./km²    |
| Pacs del Penedès             | 6,27 km²   | 745 ab.     | 118,82 ab./km²   |
| Pontons                      | 25,95 km²  | 482 ab.     | 18,57 ab./km²    |
| Puigdàlber                   | 0,40 km²   | 389 ab.     | 970,00 ab./km²   |
| Sant Cugat Sesgarrigues      | 0,40 km²   | 871 ab.     | 970,00 ab./km²   |
| Sant Llorenç d'Hortons       | 19,73 km²  | 2.022 ab.   | 102,48 ab./km²   |
| Sant Martí Sarroca           | 35,27 km²  | 2.721 ab.   | 77,15 ab./km²    |
| Sant Pere de Riudebitlles    | 5,38 km²   | 2.176 ab.   | 404,46 ab./km²   |
| Sant Quintí de Mediona       | 13,84 km²  | 1.998 ab.   | 144,36 ab./km²   |
| Sant Sadurní d'Anoia         | 18,97 km²  | 11.359 ab.  | 598,79 ab./km²   |
| Santa Fe del Penedès         | 3,40 km²   | 338 ab.     | 99,41 ab./km²    |
| Santa Margarida i els Monjos | 17,16 km²  | 5.933 ab.   | 345,75 ab./km²   |
| Subirats                     | 55,92 km²  | 2.820 ab.   | 50,43 ab./km²    |
| Torrelavit                   | 23,67 km²  | 1.209 ab.   | 51,08 ab./km²    |
| Torrelles de Foix            | 36,94 km²  | 2.175 ab.   | 58,88 ab./km²    |
| Vilafranca del Penedès       | 19,65 km²  | 35.864 ab.  | 1.825,14 ab./km² |
| Vilobí del Penedès           | 9,34 km²   | 1.013 ab.   | 103,85 ab./km²   |